# Atomizer
Az 1986-os Atomizer a Big Black debütáló nagylemeze, előzőleg csak EP-ket jelentettek meg. A lemez mellé jegyzet is megjelent, amely bemutatja a legtöbb dal háttértörténetét. Az album a 197. helyig jutott a Billboard 200 listán. Szerepel az 1001 lemez, amit hallanod kell, mielőtt meghalsz című könyvben.
CD-kiadása az albumból, a Headache EP-ből és a Heartbeat kislemezből állt.

## Az album dalai
|     | Cím                      | Szerző(k) | Hossz |
| --- | ------------------------ | --------- | ----- |
| 1.  | Jordan, Minnesota        | Big Black | 7:39  |
| 2.  | Passing Complexion       | Big Black | 3:04  |
| 3.  | Big Money                | Big Black | 2:29  |
| 4.  | Kerosene                 | Big Black | 6:05  |
| 5.  | Bad Houses               | Big Black | 3:09  |
| 6.  | Fists of Love            | Big Black | 4:21  |
| 7.  | Stinking Drunk           | Big Black | 3:27  |
| 8.  | Bazooka Joe              | Big Black | 4:43  |
| 9.  | Strange Things           | Big Black | 3:11  |
| 10. | Cables (koncertfelvétel) | Big Black | 3:10  |

## Közreműködők
- Steve Albini – gitár, ének, dobprogramozás
- Iain Burgess – hangmérnök
- Santiago Durango – gitár
- Dave Riley – basszusgitár
- Emu-Systems Drumulator – dob (Roland: roland-ként szerepel)

## Fordítás
Ez a szócikk részben vagy egészben az Atomizer (album) című angol Wikipédia-szócikk ezen változatának fordításán alapul.  Az eredeti cikk szerkesztőit annak laptörténete sorolja fel. Ez a jelzés csupán a megfogalmazás eredetét és a szerzői jogokat jelzi, nem szolgál a cikkben szereplő információk forrásmegjelöléseként.